# Sakae Tamura
Ne pas confondre avec Sakae Tamura (photographe de la nature)
Sakae Tamura (田村 榮, Tamura Sakae) (17 septembre 1906 - 22 juillet 1987) est un photographe japonais de premier plan dans les années précédant la Seconde Guerre mondiale.

## Biographie
Né à Ōtsu dans la préfecture de Shiga, Tamura est diplômé de l'université de photographie de Tokyo (東京写真専門学校), Tōkyō Shashin Senmon Gakkō ; à présent université polytechnique de Tokyo), intègre l'(オリエンタル写真工), Orientaru Shashin Kōgyō) en 1928 et devient rédacteur en chef du Photo Times. Il contribue activement à la revue Geijutsu Shashin Kenkyū et au groupe Nihon Kōga Kyōkai (日本光画協会), créé en 1928 et associé au Nihon Kōga Geijutsu Kyōkai (日本光画芸術協会). Il est une des principales figures de la « Société de recherche de la nouvelle photographie » (新興写真研究会), Shinkō Shashin Kenkyūkai), fondée en 1930.
Le travail de Tamura est influencé à la fois par le pictorialisme et la « nouvelle photographie ».
Tamura est particulièrement connu pour ses portraits, et Shiroi hana (白い花), « Fleur blanche », 1931) est le plus connu d'entre eux qui paraît dans de nombreuses anthologies. Okatsuka dit qu'il exprime un certain lyrisme, mais « fait montre d'un sens plus sophistiqué de maturité » que les œuvres de ses contemporains Masataka Takayama et Jun Watanabe.
Sakae Tamura est lauréat de l'édition 1986 du prix de la Société de photographie du Japon dans la catégorie « Contributions remarquables ».

## Ouvrages de Tamura
- Seibutsu shashin no utsushikata (静物写真の写し方?). Tokyo : Sōgeisha, 1952. Guide pour photographier les natures mortes.
- Sakuga no daiippo (作画の第一歩?)[4]. Tokyo : Genkōsha, 1954. Guide pratique de la photographie.